# Piramide van Maslow
De piramide van Maslow is een aan Abraham Maslow toegeschreven ordening van behoeftes, op basis van zijn in 1943 gepubliceerde motivatie-theorie. Maslow rangschikte de volgens hem universele behoeften van de mens in deze hiërarchie. Volgens zijn theorie zou de mens pas streven naar bevrediging van de behoeften die hoger in de hiërarchie geplaatst werden nadat de lager geplaatste behoeften bevredigd waren. Maslow heeft de piramide zoals deze wordt gepresenteerd nooit bedoeld als een wetenschappelijk model. Het was alleen bedoeld als een illustratie van het soort concepten waarnaar hij op zoek was. In 2019 werd door enkele onderzoekers geconcludeerd dat Maslow zelf nooit zijn behoeftentheorie in de vorm van een piramide heeft gepresenteerd. Deze typische piramidevorm heeft echter wel een aantal ongewenste neveneffecten gehad bij het toepassen van Maslows ideeën stellen ze voorop.

## De behoeften

Piramide van Maslow

Maslows behoeftehiërarchie ziet er als volgt uit:
1. Organische of lichamelijke behoeften, deze fysiologische behoeften houden verband met de homeostase van het organisme en het lichamelijk evenwicht. Hieronder vallen onder meer behoefte aan slaap, voedsel, drinken en het uitscheiden van ontlasting. Maslow classificeert hieronder ook seks en andere lichamelijke zaken zoals sport en comfort.
2. Behoefte aan veiligheid en zekerheid, het individu gaat beveiliging zoeken in een georganiseerde kleine of grote groep. Dit kan bijvoorbeeld de buurt, het gezin of het bedrijf zijn. Typische voorbeelden zijn: huisvesting, werk en relaties. Er wordt gepoogd dit op te vangen door een uitgebreid stelsel van sociale zekerheid.
3. Behoefte aan sociaal contact, behoefte aan vriendschap, liefde en positief-sociale relaties.
4. Behoefte aan waardering, erkenning en zelfrespect, die de competentie en het aanzien in groepsverband verhogen; het belang hechten aan de status in sociaal verband.
5. Behoefte aan zelfverwerkelijking of zelfactualisatie, is de behoefte om zijn persoonlijkheid en zijn mentale groeimogelijkheden te ontwikkelen en te waarderen. Het sociale milieu is niet weg te cijferen als steunende basis van deze actualisatietendens.
6. Behoefte aan zelftranscendentie. In de latere fasen van zijn leven nuanceerde Maslow zijn visie op zelfactualisering[3] en legt hij de nadruk op zelftranscendentie.[4][5][6][7]

De fysiologische behoefte noemde Maslow ook lagere fundamentele behoefte. De vier hogere behoeften zijn de hogere fundamentele behoeften. Belangrijk is hier het woord fundamenteel. Volgens Maslow zou een niet-bevrediging van deze fundamentele behoeften leiden tot een vermindering van de volle menselijkheid en tot blokkering van de menselijke mogelijkheden. De groeibehoefte is volgens Maslow niet fundamenteel. De persoon kan zichzelf pas verwezenlijken (groeien) als de fundamentele behoeften minimaal bevredigd zijn.
In later onderzoek kwam Maslow tot de conclusie dat elke mens gekneld zit tussen de fundamentele behoeften van het behoud en de groeibehoefte naar nieuwe ervaring. Om te kunnen groeien, moet de aantrekkelijkheid van de veilige situatie verkleind worden en het gevaar van de groei vergroot worden. Met deze veilige situatie doelde Maslow op de veiligheid van de originele situatie.

## Concrete werking
Maslow stelde dat elk levend wezen dezelfde behoeftes nastreeft. Als aan een behoefte is voldaan, schuift het individu op naar een volgend niveau. Als een trap ontbreekt of wegvalt zal het individu opnieuw aan deze behoefte moeten voldoen alvorens verder te kunnen stijgen. Het is niet mogelijk om bepaalde niveaus over te slaan.
Voorbeeld: iemand die door een museum loopt (zoeken naar schoonheid) en honger (fysiologische behoefte) krijgt, zal proberen iets te eten voordat verder gezocht kan worden naar meer schoonheid. Na het eten schuift de persoon terug naar het zesde niveau, omdat aan alle tussenliggende niveaus nog steeds voldaan is. Bij een bericht dat het huis is afgebrand zal eerst die behoefte bevredigd moeten worden. Alle tussenliggende niveaus kunnen op verschillende momenten doorlopen worden en deze worden niet per definitie overgeslagen.
Zodra deze behoeften zijn bevredigd, laten andere behoeften zich gelden: de sociale.

## Kritieken
Empirisch onderzoek heeft geen steun opgeleverd voor de hiërarchische ordening van behoeften van Maslow. De theorievorming van Maslow bleek lastig te toetsen, ook door Maslow zelf. In 1962 stelde Maslow hier zelf over:
My motivation theory was published 20 years ago, and in all that time nobody repeated it, or tested it, or really analyzed it or criticized it. They just used it, swallowed it whole with only the most minor modifications…
Diverse onderzoeken naar de activering van behoeften lijken er juist op te wijzen, dat verschillende categorieën aan behoeften nagestreefd kunnen worden, los van het al dan niet bevredigd hebben van andere behoeften. Zoals Giep Franzen schrijft, behoeften op verschillende niveaus kunnen ... tegelijkertijd manifest zijn. Iemand met een gezondheidsprobleem kan tegelijkertijd de behoefte voelen aan schoonheid en wijsheid. In grote delen van de wereld kan gesteld worden, dat voor grote groepen mensen wordt voldaan aan alle onder de top liggende behoeften. Volgens de piramide zouden mensen zich dan bezig gaan houden met zelfactualisatie. In de werkelijkheid kan worden geconstateerd dat het grootste deel van die mensen daarmee niet bezig is.
Daarnaast kan de vraag gesteld worden of mensen alleen vanuit innerlijke behoeften tot activiteit komen. Er is immers ook het aanbod van de buitenwereld dat mensen activeert. Het schema wordt dan ook wel als te individualistisch en subjectivistisch beschouwd.